# Ян Ліберда
Ян Ліберда (пол. Jan Liberda, 26 листопада 1936, Бейтен — 6 лютого 2020) — польський футболіст, що грав на позиції нападника. Після закінчення кар'єри футболіста — польський футбольний тренер. Багаторічний гравець клубу «Полонія» з Битома, легенда клубу та його кращий бомбардир. Чемпіон Польщі 1954 і 1962 року, двократний кращий бомбардир чемпіонату Польщі з футболу.

## Клубна кар'єра
Ян Ліберда народився в Битомі, і розпочав займатися футболом при місцевому клубі «Огніво» (перейменованому пізніше в «Полонію»). Проте його перший тренер не побачив у ньому здібностей до гри, і молодий футболіст вирішив продовжити свої заняття в футбольній школі «Будовляні» в Хожуві. Але керівництво клубу «Полонія» зуміло виправити помилку тренера, й повернуло Ліберду до молодіжного складу клубу, де він і продовжив вдосконалення своєї футбольної майстрерності. Дебютував молодий футболіст у вищому дивізіоні польського футболу в 1954 році в матчі з клубом «Краковія», і поступово став одним із основних гравців нападу команди, а в подальшому й неофіційним лідером клубу. Ліберда став кращим бомбардиром команди, двічі: в 1959 році (разом з Ернестом Полем) та в 1962 році, і в цьому ж році він став у складі рідного клубу чемпіоном Польщі, здобувши перше місце у фінальному двобої з командою «Гурник» із Забже. У цьому ж році він отримав звання футболіста року за версією газети «Sport». Ліберда став кращим бомбардиром клубу. відзначившись 146 забитими м'ячами в чемпіонаті Польщі, що є восьмий показником в історії польського футболу. У складі клубу він став переможцем ще двох турнірів — Кубка Америки в 1965 році та Кубка Раппана (попередника Кубка Інтертото) в 1964 році. У 1969 році футболіст грав у складі американського клубу «Чикаго Іглс», а в 1970—1971 роках грав у Нідерландах за клуб АЗ з Алкмара. Пізніше ненадовго повернувся до складу «Полонії», і в 1971 році завершив виступи на футбольних полях.

## Виступи за збірну
Ян Ліберда в 1953 року дебютував у складі юнацької збірної Польщі, а в національній збірній Польщі перший матч зіграв у 1959 році в Гамбурзі зі збірною ФРН. Він є єдиним гравцем збірної Польщі, який забивав збірній Бразилії на стадіоні «Маракана», а також автором усіх голів збірної в її південноамериканському турне в 1966 році. Останній матч у складі збірної Ліберда зіграв у 1967 році проти збірної СРСР, після чого звинувачений у порушенні режиму під час зборів збірної, і більше не запрошувався до національної команди.

## Тренерська кар'єра
Після завершення виступів на футбольних полях Ян Ліберда у 1971 році став одним із тренерів команди ГКС (Катовіце). У 1973 і 1974 роках (із перервою) він очолював клуб «Заглемб'є» (Сосновець). У 1977—1978 роках колишній нападник очолював німецький нижчоліговий клуб ТуС «Шлосс». У 1980—1982 роках Ян Ліберда уперше очолив свій рідний клуб «Полонія». Після цього він знову працював у Німеччині, вдруге очолив клуб ТуС «Шлосс», а в 1983—1984 роках очолював клуб «Ольденбург». У 1991—1992 роках Ліберда вдруге очолював битомську «Полонію». Помер Ян Ліберда 6 лютого 2020 року.

## Титули і досягнення

### Командні
- Чемпіон Польщі (2):

«Полонія» (Битом): 1954, 1962
- Володар Кубка Раппана : 1964
- Володар Південноамериканського Кубка : 1965

### Особисті
- Найкращий бомбардир чемпіонату Польщі (2): 1959 (разом із Ернестом Полем), 1962.
- Футболіст року за версією газети «Sport» — 1962.